# 120 Days (album)
120 Days er et musikalbum af det norske rockband 120 Days, udgivet den 10. oktober 2006. Albummet er bandets debutalbum og blev udgivet på Smalltown Supersound i Norge og senere på Vice Records i USA. For albummet vandt bandet klassene rock og årets nykommer til Spellemannprisen 2006.

## Trackliste
1. Come Out Come Out, Fade Out, Be Gone
2. Be Mine
3. C-Musik
4. Sleepwalking
5. Get Away
6. Keep on Smiling
7. Lazy Eyes
8. Sleepless Nights #3
9. I've Lost My Vision